# Armik
 (mars 2013).
Si vous disposez d'ouvrages ou d'articles de référence ou si vous connaissez des sites web de qualité traitant du thème abordé ici, merci de compléter l'article en donnant les références utiles à sa vérifiabilité et en les liant à la section « Notes et références ».
Armik, en persan : آرمیک دشچ, est un guitariste et compositeur de flamenco et tango irano-arménien.

## Discographie
- 1994 - Rain Dancer
- 1995 - Gypsy Flame (AUS: Gold[1])
- 1996 - Rubia
- 1997 - Malaga
- 1999 - Isla del Sol
- 2001 - Rosas del Amor
- 2002 - Lost In Paradise
- 2003 - Amor de Guitarra
- 2004 - Romantic Dreams
- 2004 - Piano Nights
- 2004 - Treasures
- 2005 - Cafe Romantico
- 2005 - Mar de Sueños
- 2006 - Mi Pasión
- 2006 - Christmas Wishes
- 2007 - Guitarrista
- 2007 - A Day In Brazil
- 2008 - Barcelona
- 2009 - Serenata
- 2010 - Besos
- 2012 - Casa De Amor
- 2012 - Reflections
- 2013 - Alegra
- 2013 - Flames of Love
- 2014 - Romantic Spanish Guitar, Volume 1
- 2014 - Mystify
- 2015 - Romantic Spanish Guitar, Volume 2
- 2015 - La Vida
- 2016 - Romantic Spanish Guitar, Volume 3
- 2017 - Enamor
- 2018 - Pacifica
- 2019 - Alchemy
- 2020 - Esta Guitarra (Five Songs)
- 2021 - Spanish Lover (EP: Five Songs)

## Morceaux célèbres
- Tango Flamenco (album Gypsy Flame)